# Cerapachys luzuriagae
Cerapachys luzuriagae är en myrart som först beskrevs av Wheeler och Chapman 1925.  Cerapachys luzuriagae ingår i släktet Cerapachys och familjen myror. Inga underarter finns listade i Catalogue of Life.